# 청소년정책위원회
청소년정책에 관한 주요 사항 심의·조정을 목적으로 하는 여성가족부 소속 정부위원회이자 청소년 정책 컨트롤타워이다.
위원장은 여성가족부 장관이며, 관계부처 차관 등 정부위원과 청소년위원을 포함한 민간위원으로 구성된다

## 개요
설치 근거 : 청소년 기본법 제10조

청소년정책 강화를 위해 활동·참여·복지·안전 등 다양한 분야별 정책에 대해 총괄하고 조정한다.
청소년 정책에 대한 심의·조정 기능을 통하여 향후 여러 부처에서 추진되는 다양한 정책과 현안 사항에 대한 컨트롤타워(통제탑) 역할을 수행한다.
- 다음과 같은 사항을 심의·조정한다.

1. 청소년 기본법 제13조제1항에 따른 청소년육성에 관한 기본계획의 수립에 관한 사항
2. 청소년정책의 분야별 주요 시책에 관한 사항
3. 청소년정책의 제도개선에 관한 사항
4. 청소년정책의 분석·평가에 관한 사항
5. 둘 이상의 행정기관에 관련되는 청소년정책의 조정에 관한 사항
6. 그 밖에 청소년정책의 수립·시행에 필요한 사항으로서 대통령령으로 정하는 사항

청소년정책위원회에서 심의·조정할 사항을 미리 검토하거나 위임된 사항을 처리하는 등 청소년정책위원회의 운영을 지원하기 위하여 청소년정책위원회에 청소년정책실무위원회를 둔다.

## 구성
위원장 1명을 포함하여 총 30명 이내의 위원으로 구성한다.

위원장 : 여성가족부 장관

<정부위원>(당연직)
1. 기획재정부차관
2. 교육부차관
3. 과학기술정보통신부차관
4. 통일부차관
5. 법무부차관
6. 행정안전부차관
7. 문화체육관광부차관
8. 산업통상자원부차관
9. 보건복지부차관
10. 고용노동부차관
11. 중소벤처기업부차관
12. 방송통신위원회부위원장
13. 경찰청장
14. 그 밖에 대통령령으로 정하는 관계 중앙행정기관의 차관 또는 차관급 공무원
<민간위원>(임기 2년)
15. 청소년정책에 관하여 학식과 경험이 풍부한 사람 중에서 여성가족부장관이 위촉하는 사람
16. 청소년정책과 관련된 활동실적 등이 풍부한 청소년 중에서 여성가족부장관이 위촉하는 청소년

(참고:청소년정책위원회 운영규정 제2조)
제2조(위원회의 민간위원) 
① 위원 위촉 후보자는 별지 제1호서식의 직무윤리 사전진단서를 작성하여야 하며, 여성가족부장관은 사전진단 결과에 따라 후보자별로 위원으로서의 직무 적합성 여부를 확인한 후에 위촉하여야 한다.
② 위원을 신규 위촉하는 경우에는 위원회 업무와 관련된 공정한 직무 수행을 위하여 별지 제2호서식의 직무윤리 서약서를 작성하게 하여야 한다.
③ 공무원이 아닌 위원은 연임할 수 있다. 다만, 여성가족부장관은 위원이 다음 각 호의 어느 하나에 해당되는 경우에는 임기만료 전이라도 해촉할 수 있으며, 임기 중 신규로 위촉되는 위원의 임기는 남은 임기의 잔여기간으로 한다.
1. 심신장애로 인하여 직무를 수행할 수 없게 된 경우
2. 제2조제2항에 따라 작성한 서약서 내용에 위반하는 경우
3. 직무와 관련된 비위사실이 있거나 직무 태만, 품위 손상, 그 밖의 사유로 인하여 위원의 직을 유지하는 것이 적합하지 아니하다고 인정되는 경우
4. 위원 스스로 직무를 수행하는 것이 곤란하다고 밝히는 경우

● 현임 민간위원(2020.02.28 ~ 2022.02.27)
- 김경옥
- 김도영
- 김정주
- 배은경
- 임영식
- 조아미
- 최연수
- 길경준
- 남우현
- 손수근
- 이지명
- 조미혜
- 최지은

## 청소년위원
청소년정책위원회에 청소년위원(전체의 5분의 1 이상)을 위촉하도록 하는 개정 청소년 기본법에 근거한다.

17개 광역자치단체와 청소년 유관기관은 각 2명씩 여성가족부에 위원 후보자를 추천하고, 여성가족부는 '청소년정책위원회 청소년위원추천위원회'를 구성해 추천된 후보자에 대해 서류 및 면접평가를 실시하여 총 6명 위촉한다.

청소년정책위원회 청소년위원의 위촉기준은 다음(청소년 기본법 시행령(대통령령 제30375호) 제3조의2)과 같다.

① 여성가족부장관은 법 제10조제4항제16호에 따른 청소년위원(이하 이 조에서 "청소년위원"이라 한다)을 위촉할 때에는 다음 각 호의 사항을 종합적으로 고려해야 한다.
1. 다음 각 목의 어느 하나에 해당하는 단체 또는 기구에서 활동한 경험·실적 등에 관한 사항
가. 청소년단체
나. 법 제5조의2제4항에 따른 청소년참여위원회
다. 법 제12조에 따른 청소년특별회의
라. 「청소년활동 진흥법」 제4조제1항에 따른 청소년운영위원회
2. 청소년 관련 정책의 수립 과정에 참여한 경험·실적 등에 관한 사항
3. 그 밖에 제1호 및 제2호에 준하는 것으로서 여성가족부장관이 청소년위원의 위촉을 위해 특히 필요하다고 인정하는 사항
② 여성가족부장관은 청소년위원을 위촉할 때에는 성별·연령별 또는 지역별로 적정한 균형이 확보될 수 있도록 적극 노력해야 한다.
③ 여성가족부장관은 청소년위원을 위촉하기 위해 필요하다고 인정하는 경우에는 관계 행정기관, 공공기관, 법인·단체 또는 전문가 등에게 청소년위원의 추천을 요청할 수 있다.